# تاريخ بارق
تُعتَبر منطقة بارق المعاصرة جزءاً من الإقليم الذي عرف تاريخياً باسم «اليمن»، ومن هذا المنطلق فإن تاريخ بارق المعاصر يدخل في إطار التاريخ اليمني القديم الذي يعود إلى الألفية الثانية ق.م. تأسَّست بارق بشكل فعلي في عام 220م وسكنتها قبيلة مهاجرة من جنوب اليمن اسمها بارق، حيث كانت قبيلة أزدية، وعُرِفَت قبل ظهور الإسلام بديار بارق، وهي ديار يَمرُّ بها طريق التجارة القديمة من اليمن إلى مكة المكرمة ثم بلاد الشام التي تعرف برحلة الشتاء والصيف. كان يُقَام فيها سوق حباشة في أول شهر رجب ثمانية أيام، وقيل 3 أيام، وكان السوق وقوافله في حماية بلاد بارق، وهو سوق للأزد كان من أعظم أسواق العرب على الإطلاق وكان آخر سوقٍ خربت من أسواق الجاهلية. وفي أواسط القرن السابع الميلادي دخلت قبائل بارق في الإسلام، ولعبت دوراً مفصلياً ورئيسياً في الفتوحات الإسلامية، وقد استوطن الكثير من أفرادها في البلاد المفتوحة خلال تلك العصور.

## المقدمة

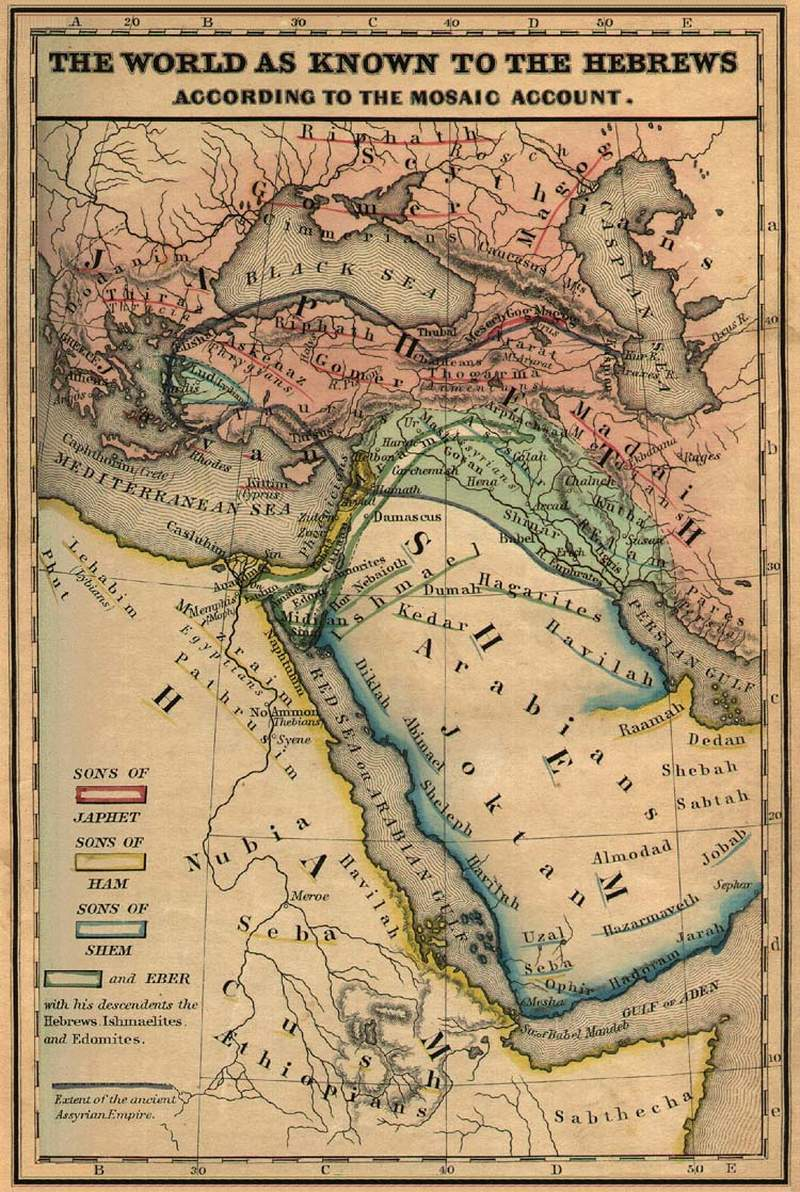
توزيعٌ جغرافيٌّ لأبناء نوح من وجهة نظر توراتية، وتُوضِّح بارق جزءاً من حويلة.

ذكرها كثير من المؤرخين والكتاب العرب بدايةً بالمؤرخين الأوائل مثل: ابن إسحاق مروراً بابن الكلبي، وابن هشام، واليعقوبي، والبلاذري، وخليفة بن خياط، والطبري، وابن دريد، وغيرهم. ولا يكاد يخلو أيٌّ مصدر من أمَّهات الكتب العربية من ذكر بارق، كما أن لها واسع الذّكر في كتب التراث. أمَّا جغرافيًّا فقد ذُكِرَت بارق في الكتب الجغرافية القديمة، ومنها كتب أبو محمد الهمداني وياقوت الحموي، وكان أول ذكر جغرافي لها للهمداني (المتوفى سنة 336هـ) في كتاب صفة جزيرة العرب، وحدَّد موقعها بالتفصيل فقال: «بلاد بارق من غور السراة وهي بقرة والملصة ويسران وذات أعشار وتربان جبل لهم من ناحية ذات أعشار وأعلى قنوتي».
 وفي موضع آخر قال: سراة الحجر نجدها خثعم وغورهم بارق.

### تأسيس بارق

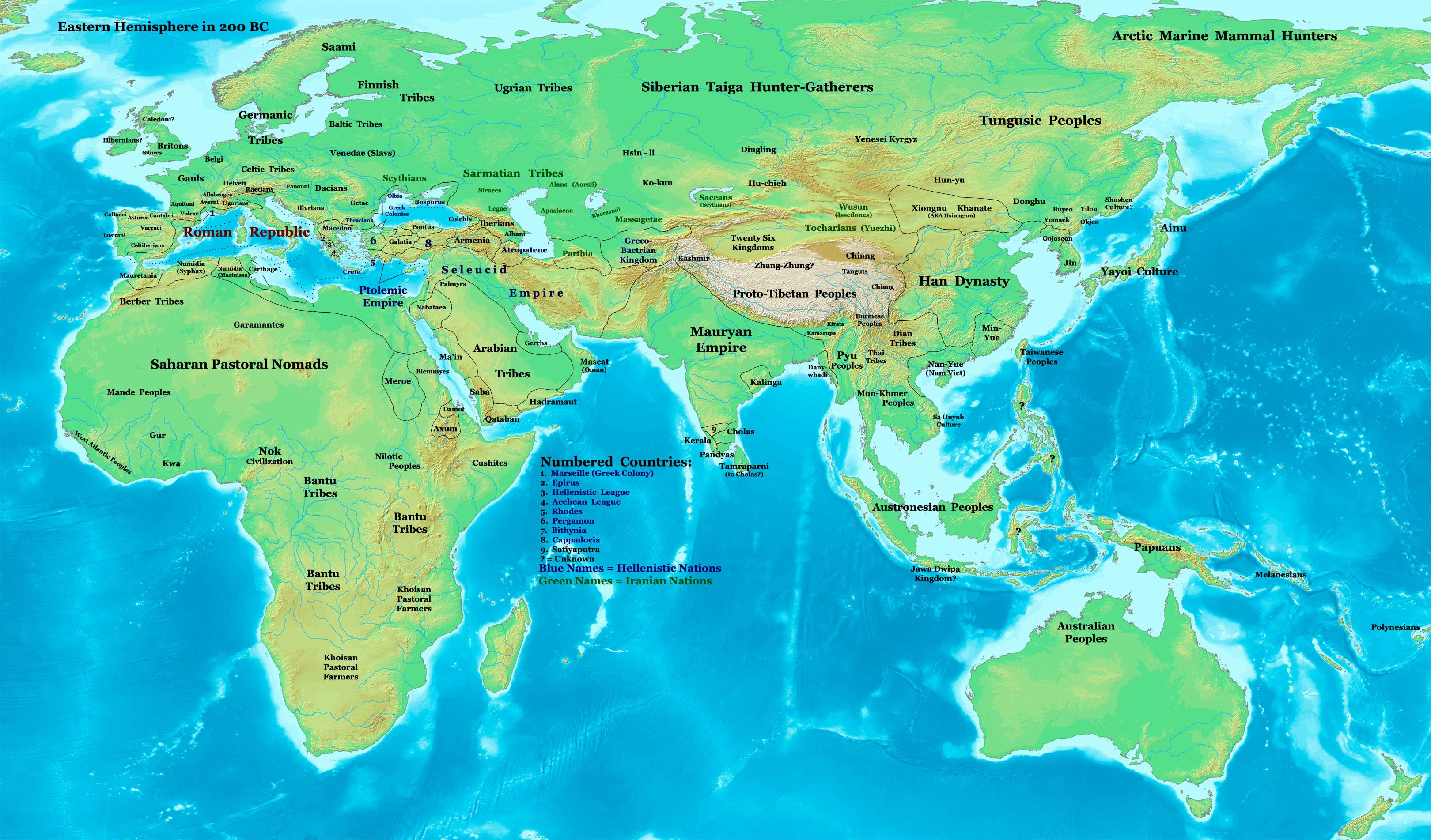
بارق ضمن مملكة سبأ في القرن 3 ق.م.

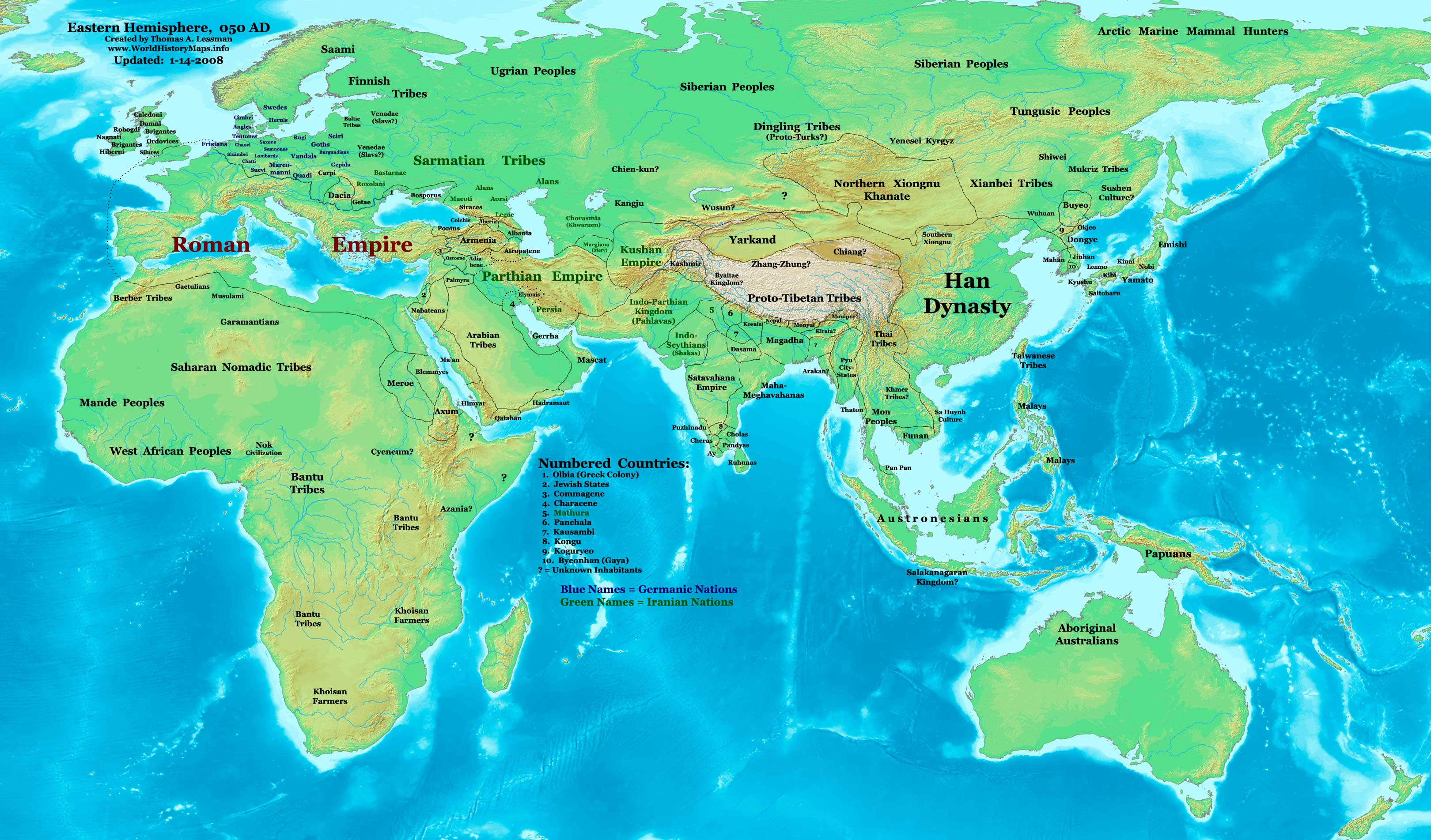
بارق ضمن مملكة حمير في القرن الأول الميلادي.

بارق منطقة قديمة وموغلة في القدم والتاريخ، حيث يعود تاريخها إلى أكثر من 4000 عام. حسب التوراة وبعض المراجع فإنَّ حويلة ابن يقطان وذريتة أوَّل من سكن شرق تهامة (بارق وما جاورها)، وفي بعض الروايات أوفير ابن يقطان، وأيضاً سكنها الساميون مثل العماليق وغيرهم.

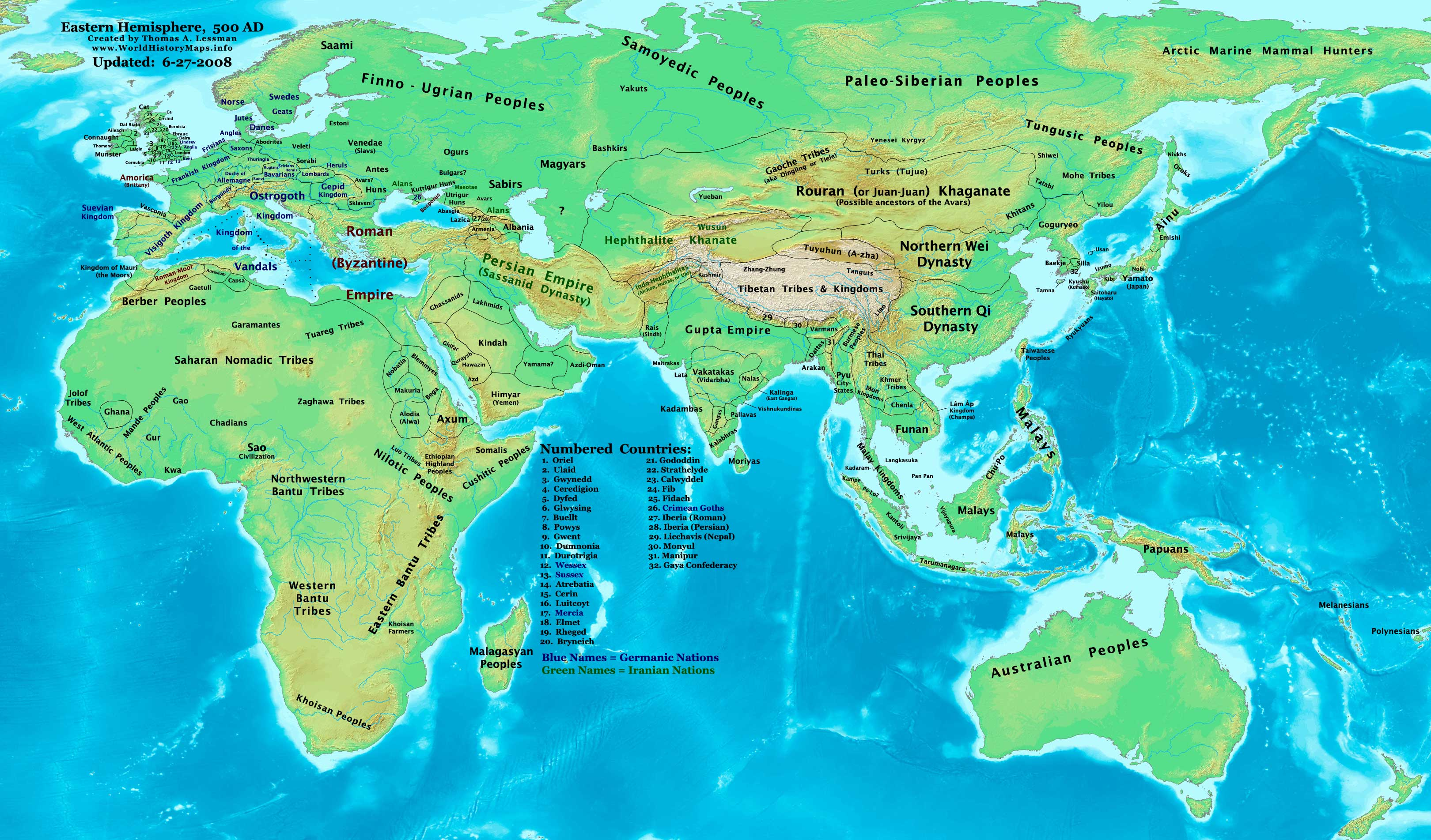
بارق ضمن أرض الأزد التي تعد قبيلة بارق أحد بطونها.

ومن ثمَّ دخلت بارق في بلاد مملكة سبأ خلال القرن الرابع قبل الميلاد تقريباً، تليها مملكة حمير في القرن الأول قبل الميلاد، حتى انهيار سد مأرب ما بين عام 115 ق.م و200م، وعلى إثره نزحت عدَّة قبائل عربية من مملكة سبأ في اليمن شمالاً، ومن هذه القبائل بارق، وهي قبيلة أزدية. وعندما وصل سعد الملقب بـ«بارق» إلى وادٍ في تهامة أعجب بما فيها من أرضٍ خصبة، فاستقرَّ فيها وسُمِّيت بعد ذلك باسمه بارق، وقيل هو أي سعد من سُمِّي بارق نسبةً إلى الأرض التي سكنها أيُّ بلاد بارق.

### التاريخ القديم
كان يوجد في بلاد بارق سوق حباشة الذي احتلَّ مكانةً بارزةً بين أسواق العرب في الجاهلية، وقد تاجر محمد بن عبد الله وباع فيه واشترى، وقد كان تاجراً فيه لصالح السيدة خديجة قبل البعثة النبوية. وكانت تفرض بارق الإتاوة (خراجاً) على عير قريش المتوجهة نحو اليمن وفي ذلك يقول سراقة الأكبر بن مرداس:

 وقد شارك آل بارق في يوم شعب جبلة المشهور في الجاهلية قال شاعرهم معقر البارقي في ذلك اليوم قصيدته المشهورة التي مطلعها:
شارك آل بارق مـع قومهم الأزد في حروبهم ضد قريش، وقال شاعرهم سراقة الأكبر بن مرداس في يوم مقتل أبي أزيهر الدوسي قصيدته المشهورة التي مطلعها:
ساد بني زهير بن ثعلبة بطنٌ من بارق في الجاهلية بجيلة بعد أن أصابوا دماً في قومهم بارق، فسكنوا أرض بجيلة فحالفتهم بجيلة فبلغوا من العلوُّ والشَّرف والمجد فيهم ما بلغوا. فكانوا سادتهم وسفراءهم، وكان آخر سيد من بارق الصحابيُّ الجليل عرفجة البارقي. حتى تنازل عام 13 هـ في خبرٍ طويلٍ عن السيادة والقيادة إلى جرير البجلي.
نساء بارق أمَّهات قبائل العرب، ومنهنّ: جميلة بنت عدوان، وهي أم فهر بن مالك الجد العاشر للنبي محمد بن عبد الله أبو قريش. وأسماء بنت سعد البارقي زوجة مرة بن كعب الجد السادس للنبي محمد بن عبد الله، وهي أم تيم أبو بني تيم وأم يقظة جد بني مخزوم. وفاطمة بنت عوف البارقي وهي أم مخزوم أبو بني مخزوم. وأم عشب ابنة عدي البارقي أم قبيلة وادعة.

### العهود الإسلامية الأولى
بظهور الإسلام بدأت مرحلة جديدة في تاريخ المنطقة، ومع بداية الفتوحات الإسلامية في القرن السابع الميلادي، تمَّت دعوة البلاد المجاورة إلى الدخول في الإسلام. وكانت بارق من أوائل المناطق التي أُرْسِلَ إليها دعاةٌ ليدخلوا سكانها في الدين الجديد، فوفدت القبائل من بارق إلى النبي تبايعه بالإسلام في العام 9 هـ 630م (عام الوفود)، وقد تشرَّفوا بخطاب النبي المشهور لهم الذي قال فيه:

| تاريخ بارق | هذا كتاب من محمد رسول الله لبارق، لا تجذ ثمارهم ولا ترعى بلادهم في مربع ولا مصيف إلا بمسألةٍ من بارق. ومن مرَّ بهم من المسلمين في عرك أو جدب فله ضيافة ثلاثة أيام، وإذا أينعت ثمارهم فلابن السبيل اللقَّاط يوسع بطنه من غير أن يقتثم | تاريخ بارق |

وشهدَ على هذا الكتاب أبو عبيدة بن الجراح وحذيفة بن اليمان، وكتبه أبي بن كعب.

ناصر آل بارق الدعوة الإسلامية في عدة فتراتٍ وحقب، ومنها عصر الخليفة أبو بكر الصديق، عندما شاركوا في حروب الردة، ومن أبرز من شاركوا منهم:
1. عرفجة بن هرثمة البارقي: كان قائد الحملة التي أرسلها أبو بكر الصديق إلى مهرة لمَّا ارتدَّ أَهلها مع اللقيط بن مالك بن فاهم الأزدي.[47][48]
2. حذيفة بن محصن البارقي: كان قائدَ الحملة التي أرسلها أَبو بكر الصديق إلى عمان لما ارتدَّ أَهلها.[49][50]
3. عروة البارقي: كان تحت لواء خالد بن الوليد في حربه ضدَّ المرتدين.[51]

وفي عصر الخليفة عمر بن الخطاب كانت بارق من القبائل التي استجابت لدعوته في الانضمام إلى الجيوش الإسلامية الموجهة إلى الفتوح الإسلامية في فتح فارس والشام. وفي شعبان عام 13 هـ الموافق نوفمبر عام 634م قدم على عمر غزاةٌ من قبائل بارق وكنانة في 700 رجل - وعامَّتُهم من بارق - يطلبون الجهاد في الشام، فأثنى عليهم عمر ووجَّههم إلى العراق بعد هزيمة المسلمين في موقعة الجسر على يد الفرس. أمَّر عمر على بارق الصحابيَّ الجليل عرفجة بن هرثمة البارقي، فكانوا تحت لواءه في جميع المعارك التي خاضها، وكانت أوَّل مواجهاتهم معركة البويب في 12 رمضان عام 13 هـ، وكان لهم فيها أحسن البلاء. وذكر أن كلَّ واحدٍ منهم كان يقتل عشرةً أو عن عشرة.
شارك منهم 1,500 رجل - وفي رواية الطبري 700 رجل - في معركة القادسية في 13 شعبان عام 14 هـ / 16 نوفمبر عام 636م، بقيادة قائدهم الصحابيّ حميضة بن النعمان البارقي. وكان رئيسهم عرفجة البارقي من الوفد الذي فاوض رستم، ومن أشهر من شَارك منهم في المعركة أيضاً: عرفجة بن هرثمة البارقي وحذيفة بن محصن البارقي وعروة بن الجعد البارقي وشبيب بن غرقدة البارقي. كما شاركَ منهم المئات في فتوحات العراق، ومن أشهرهم: عروة بن عياض البارقي، الذي شارك في أغلب فتوحات العراق وكان قائداً في معركة الخنافس التي انتصَرَ جيشه فيها. وعرفجة بن هرثمة البارقي، الذي كان قائداُ في فتح الموصل وقائد الخيل في تكريت. كما وقد شاركت قبيلة بارق في فتح المدائن، ومن أبرز من شارك منها شبيب بن غرقدة البارقي وعرفجة بن هرثمة، الذي كان قائد أوَّل غزوة بحرية في الإسلام.
في عصر الخليفة عثمان بن عفان وامتداداً لعهد عمر واصَلَ رجال بارق الانضمام إلى الجيوش الإسلامية، ومن أبرز رجال بارق الفاعلين في عهد عثمان:
1. عرفجة بن هرثمة البارقي: كان والياً على الموصل حتى مقتل عمر وظل والياً من بعده، فأمره عثمان بالعودة إلى ساحات القتال في بلاد فارس، لكنه ما لبث أن أعاده مرَّة أخرى والياً على الموصل وأمره بتجنيد المدينة، فقام بتوطين أربعة آلافٍ من العرب بها وظلَّ حاكماً لها حتى مقتل عثمان.[75]
2. عروة البارقي: كان من صحابة الكوفة الذين ثاروا على سعيد بن العاص لسوء إدارته، وقيل اعتراضاً على عثمان لأنه ولَّى التابعي سعيد بن العاص وهو من أقاربه على [الكوفة وتجاهَلَ الصحابة الأحقَّ بها.[76][77]
3. عروة بن الجعد البارقي: بعد فشل الثورة نَفَاهُم والي الكوفة سعيد بن العاص منها إلى الشام بأمر عثمان،[78] فكان فيمن حضر فتوحَ الشام ونزلها.[79] وكان مرابطاً ببراز الروز، ومعه عدة أفراسٍ منها فرس أخذه بعشرة آلاف درهم.[80] وبعد عودة عروة والصحابة من الشام دخلوا بقيادة مالك الأشتر إلى قصر الإمارة فور عودتهم، وأخرجوا ثابت بن قيس خليفة الوالي عليه، واستطاع أهل الكوفة على إثر ذلك منع سعيد بن العاص والي الكوفة من العودة إليها.[81][82]

في عصر الخليفة علي بن أبي طالب اشترك أهل بارق بالقتال مع الإمام علي بعد فتنة مقتل عثمان، بقيادة الصحابي عروة البارقي، وكان شريفاً مطاعاً في قومه. ومِن أبرز مَن شاركوا في معارك عليٍّ: أم الخير بنت الحريش البارقي وعروة البارقي وعبد الله بن عمار بن عبد يغوث البارقي وعمرو بن سعيد البارقي وعمرو بن بعجة البارقي وغيرهم.
وقد ناصَرَ من بعده رجال بارق الحسين بن علي عندما لم يناصره أحد، فكان منهم قتلى في واقعة الطف (معركة كربلاء)، من أبرزهم عمرو بن خالد وخالد بن عمرو بن خالد وإبراهيم بن الحصين. كما كان منهم من شهد معركة كربلاء، وروى عنهم وهم: عبد الله بن عمار بن عبد يغوث البارقي وسراقة البارقي، الذي قال أبياته المشهورة حينها في مقتل آل الرسول:
شارك آل بارق في سنه 75هـ بقيادة عبد الرحمن بن مخنف الأزدي في قتال الازارقه الخوارج، في ثمانية آلاف عامتهم من الازد، منقسمين بين غامد وبارق وفي ذلك يقول سراقة البارقي:
وقتل في هذه المعركة قائدهم عبد الرحمن بن مخنف الأزدي ومرداس البارقي وعدد كبير منهم وفي هذا أنشد سراقة البارقي في رثاءهم:
ناصَرَ أهل بارق زيد بن علي بن الحسين بن علي بن أبي طالب، لمَّا خرج على هشام بن عبد الملك عام 122هـ، وبويع زيد بن علي من 18 ألف شخصٍ من أهل الكوفة، لكنَّهم خذلوه، فلجأ إلى ديار بارق فنزَلَ فيهم في منزل نصر بن عبد الرحيم البارقي، وقد ذكر أبو حمزة الثمالي أن زيداً كان يتخفَّى في دور بارق وبني هلال قبيل مقتله، فبلغ يوسف بن عمر والي العراق مكانه فقدم فيما يزيد عن عشرة آلاف مقاتلٍ إلى ديار الأزد بين دور بارق ودوس، فخرج زيد لقتالهم في 218 رجل من أنصاره من بارق وشرفاء أهل الكوفة، فكان منهم قتلى كثيرون، ومنهم الشهاب بن عبد الله البارقي وحسان بن قائد البارقي ورجاء بن هند البارقي وعبد العزيز بن أبي عثمان البارقي وحسان بن أبي حسان البارقي الخياط وعبيدة بن الجعد البارقي وعبد اللّه بن أبي عثمان البارقي
وحسان بن فايد البارقي وقال في ذلك اليوم قصيدة التي مطلعها: 
تضاءل شأن أهل بارق بعد هذه المعركة التي قُتل فيها عدد كبير منهم، ولم يعد لهم قوة حقيقية أو تأثير في السياسة العامة ولاسيما بعد القضاء على الحركة الزيدية سنة 122هـ، وكان كثيرٌ منهم مناصراً لها.

### العصور الوسطى

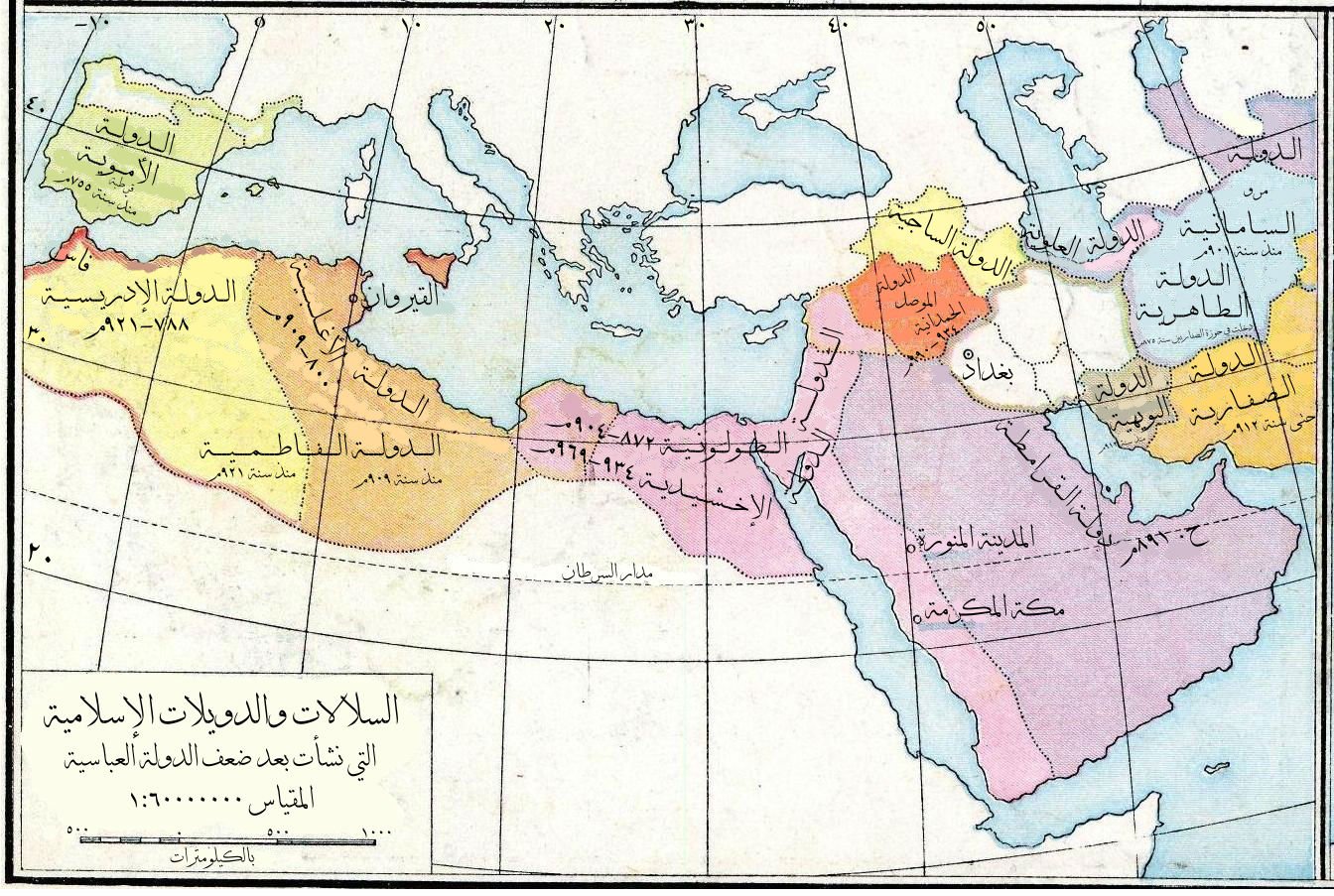
حدود الدولة الطولونية.

بعد انقضاء دولة الخلفاء الراشدين باتّفاقٍ بين الحسن بن علي ومعاوية بن أبي سفيان تنازل الحسن عن الخلافة إلى معاوية حقناً لدماء المسلمين، فأصبح معاوية خليفة المسلمين وبدأت الدولة الأموية ودخلت بذلك بارق في خلافة الأمويين (41 - 132 هـ/662 - 750م). تخللها بيعة أهل بارق إلى عبد الله بن الزبير بعد مقتل الإمام الحسين حيث أرسل إلى قبائل تهامة بالبيعة وبويع من الجميع. وقد انقسم أهل بارق في العراق إلى قسمين: منهم من كان مع المختار بن أبي عبيد الثقفي، والقسم الآخر كان مع مصعب بن الزبير، لكنَّ الجميع اجتمعوا على نبذ الدولة الأموية، ومن هنا تلاشى تدريجياً دور أهل بارق لعداوتهم للدولة الأموية بعكس دورهم الفعال في عهد الخلفاء الراشدين. ومن بعدها دخلت المنطقة تحت سيطرة الدولة العباسية (132 هـ- 656هـ)، وبعد ضعف الدولة العباسية في العصر العباسي الثاني ظهرت الدويلات الإسلامية المتفرّقة، ومنها الدولة الطولونية التي بسطت نفوذها على الحجاز والجزء الغربي والشمالي من اليمن بما في ذلك منطقة بارق، ودامت سيطرتها من عام 274 هـ إلى 293 هـ، إلا أن الدولة العباسية استطاعت استرجاع هذه المنطقة عام 293 هـ، وظلَّت تحت سيطرتها حتى عام 330 هـ. وقعت بارق بعد ذلك في قبضة الدولة الإخشيدية، من عام 330 هـ إلى 363 هـ، ثم الدولة الفاطمية في عام 463 هـ، ثم بسطت الدولة الأيوبية نفوذها على شمال اليمن وبالتالي على بارق بدورها، وكان الحكم العشائريّ طاغياً على بارق حتى جاءت الدولة العثمانية في عهد سليمان القانوني وسيطرت على المنطقة بأسرها، وباتت مركزاً مهماً.

### العصر الحديث والمرحلة المعاصرة

بارق تحت الحكم العثماني في القرن السادس عشر.

تخلَّلت حكم العثمانيين لبارق سيطرة بعض حكام الإمارات على المنطقة لفتراتٍ متفاوتة، مثل الأدارسة والدولة السعودية الأولى والحكم العشائري لقبائل بارق. ويرجع تأسيس مقرّ الدوائر الحكوميَّة ببارق إلى العهد العثماني، وكان قبلاً على حافَّة سوق ربوع العجمة من بلاد حميضة من قبائل بارق، ثم نُقِلَ في عهد الملك حسين إلى القرية المعروفة بساحل، وما زال بها إلى الآن. وقد حكَمَ العثمانيُّون بارق على مرحلتين، الأولى في الربع الآخير من القرن السادس عشر الميلادي الموافق القرن العاشر الهجري وحتى عام 1809م الموافق 1224هـ، حيث دخلت بارق تحت حكم الدولة السعودية الأولى باتّفاقٍ بين سعود بن عبد العزيز بن محمد وشيخ بارق أحمد بن زاهر. الذي كان له دورٌ كبيرٌ في إقناع قبائل بارق بالدعوة الوهابية وقد ظلَّت بارق تحت الحكم السعودي لمدَّة سبعة أعوامٍ فقط، حتى سقوط الدولة السعودية الأولى عام 1816م، ولم يتاثَّر سكان بارق بالدعوة الوهابية آنذاك. بعد سقوط الدولة السعودية حاول العثمانيّون استعادة بارق، لكن محاولاتهم باءت بالفشل. وفي شهر شعبان من عام 1254هـ الموافق 1838م ضمن هجمات قوات محمد علي باشا في شبه الجزيرة العربية أرسل أحمد طوسون باشا حاكم الحجاز آنذاك حملة عسكرية، فتقدَّمت الحملة حتى وصلت بارق، وعندها قابلتها مجموعةٌ من قبائل بارق، ونشب القتال على حدود المنطقة بين الحملة الزاحفة ورجال بارق فكانت معركة شديدة طاحنة انتهت باندحار الحملة العثمانية وهزيمتها. ولمَّا وصل الخبر إلى حاكم الحجاز أحمد باشا انسحب من بلاد غامد وزهران خوفاً من ثورة القبائل، وعاد هارباً إلى مكة، وبتلك المعركة تمّ إيقاف الزحف العثماني نحو عسير. عاد العثمانيّون بعد 30 سنة من هزيمتهم في ذي الحجة من العام 1288هـ الموافق 1872م واستطاع رديف باشا القائد العثماني الجديد الاستيلاء على بارق وإخضاعها إلى حكم الدولة العثمانية. وقد قام أهل بارق في عام 1910م الموافق 1328هـ بثورة ضد العثمانيّين بتحريضٍ من محمد بن علي الإدريسي، الذي دعاهم إلى الخروج عن العثمانيين لأنهم «دولة كفار»، فوفدت بعض قبائل بارق وعلى رأسها الشيخ ابن زعبانٍ إلى الإدريسي تبايعه. فبعَثَ الإدريسي نائبه ابن عرار على بارق أميراً عليهم، وذلك لأهمية بارق لدى الإدريسي، وبعد أقلّ من عام في يوم الخميس 25 جمادى الآخرة من العام 1329هـ الموافق 22 يونيو عام 1911م قَدِمَ الشريف الحسين بن علي بقيادة جيشٍ جرَّار إلى بارق، ونشب القتال بينه وبين قوات الإدريسي المؤلَّفة من قبائل المنطقة، وانتهت المعركة المعروفة “بمعركة سهول” بمقتل مائة وعشرين رجلاً من بارق ومن جملتهم ابن عرار، وجلاء الأدارسة عن بارق، وتمَّت إعادة بارق إلى لواء الدولة العثمانية، فاستولى الجيش العثماني على غنائم المنطقة من المحاصيل وغيرها. وقد جاء على إثر ذلك الشيخ هيازع شيخ قبيلة آل موسى بن علي معتذراً، وكان ذكياً فصيحاً بتأثيره على الشريف الحسين، فتمَّ رفع السلب والنهب عن بارق إكراماً له.

#### عودة الأدارسة

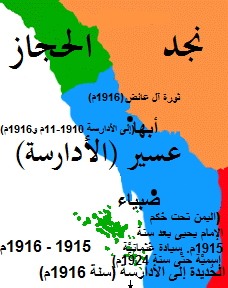
بارق في حكم الأدارسة عام 1916م.

قبيل الثورة العربية الكبرى بقيادة الشريف حسين بن علي ضدَّ الدولة العثمانية - التي كانت تسيطر على الحجاز وشمال اليمن - عادَ دور الإدريسي إلى المنطقة، واستغلَّ انشغال الشريف حسين بن علي بالتجهيز للثورة، فاستدرج أهل بارق إلى صفّه، خصوصاً وأنه كان مقبولاً عند شيوخ قبائلها. وقد بايعه أهل بارق وناصروه في طرد الأتراك، وكان ذلك عام 1916م قبيل قيام الثورة العربية الكبرى. وفيما بعد عَيَّنَ الإدريسيُّ على بارق الشيخ محمد بن هيازع البارقي (45 عام)، وصِفَ من الاستخبارات البريطانية بأنه ذكي وحكيم.

#### الدولة السعودية
في عام 1338هـ دخلت منطقة عسير بالكامل تقريباً تحت حكم الدولة السعودية، باستثناء بارق ومحايل المتمرِّدتين، فأمر الملك عبد العزيز في مطلع العام 1343هـ - بعد استقرار الوضع في عسير - بقوَّةٍ تسير إلى بارق بقيادة عبد الوهاب بن أبو ملحة، بالإضافة إلى 2,500 غازٍ من أعيان عسير، فاستولى هؤلاء على محايل وبعدها على بارق صلحاً. وقد دخلت بارق بذلك تحت الحكم السعودي في مطلع العام 1343هـ الموافق 1924م، وقامت فيها إمارةٌ في نفس العام، ورغم تأخّر انضمامها للكيان السعودي إلا أنَّها كانت ثالث مدن منطقة عسير التي تُقَام بها إمارة والأولى في تهامة عسير، وذلك لرؤية الملك عبد العزيز لأهميّتها.

### عقد الأربعينيات (1940- 1949)

رجال ونساء من آل حميضة ببارق عند بئر زلبان يسقون مواشيهم عام 1946م.

كانت هذه فترة التاسيس، ففي هذه الفترة تم افتتاح المحكمة الشرعية في عام 1940م، وهيئة الأمر بالمعروف والنهي عن المنكر، والبريد السعودية وبعض مشاريع التنمية.

### عقد الخمسينيات (1950- 1959)
فترة الآمال، وفي هذه الفترة انتشر التعليم بعد أن كان التعليم في المساجد فقط وفي إرسال الأبناء إلى اليمن للتعلُّم، وبتكاتف السكان تم افتتاح مدارس القرعاوي، ومدرسة علي بن أبي طالب في قرية ساحل، وفي منتصف الخمسينيات تم افتتاح مستوصف بارق للرعاية الصحية.

### عقد الستينيات (1960- 1969)
فترة الركود، وهي الفترة التي أطاح خلالها الملك فيصل بالملك سعود، وكانت فترة شللٍ على البلد بالكامل، واقتصرت هذه الفترة، على افتتاح مدرسة الرحاب في الخوش، وتعبيد بعض الطرق.

### عقد السبعينيات (1970- 1979)
فترة الانتعاش لبارق، حيث تم افتتاح سبعة مدارس، ستة منها للبنين وواحدة للبنات، وتم افتتاح عدد كبير من الدوائر الحكومية منها: الشرطة، والسجون، ومركز الأرصاد الجوية، ومركز الرعاية الصحية في الخوش ومركز الرعاية الصحية في القريحاء، وانتشرت الأسواق حيث بلغت في قرية ساحل في عام 1970 عشرة متاجر، وتم هجر الأسواق الأسبوعية لأنَّها لم تعد تفي بالغرض، ولم يبقى منها صامداً إلا سوق الأربعاء، وبدأت في هذه الفترة مع المدارس، انتشار الدعوة الوهابية المستقاة من المذهب الحنبلي، حيث كان سكان بارق على المذهب الشافعي، وبدأ بعض الناس في تقبلها.

### عقد الثمانينات (1980- 1989)
الفترة الذهبية لبارق، حيث ظهر التوسع العمراني، وتم في هذه الفترة افتتاح عدد من الدوائر الحكومية منها: الاتصالات والدفاع المدني وقسم الرخص، وانتشرت المدارس في قرى بارق النائية، وافتتحت الأسواق الحديثة، وربطت قرى بارق بعضها ببعض بالطرق الإسفلتية، وفي هذه الفترة كان الانتشار الحقيقي للدعوة الوهابية التي لاقت قبولاً، وخصوصاً بين الشباب، أما كبر السن فقد رفضوها.

### عقد التسعينيات (1990- 1999)
فترة الركود، واقتصرت على افتتاح مندوبية التعليم وبعض المشاريع الصغيرة، وهي عبارة عن سفلتة قرى بارق وشبكة من الطرق تربط بارق بالمدن المجاورة، ووصل عدد المدارس في هذه الفترة حوالي 60 مدرسة للبنين والبنات، وفي هذه الفترة حدث سخطٌ كبيرٌ من مواطني بارق على الحكومة لتقصيرها الواضح.

### عقد الألفية (2000- الآن)
تواصل الركود ومحاولة النهوض، في مطلع الألفية تم افتتاح بلدية بارق وأيضاً افتتاح مكتب التربية والتعليم وجمعية البر الخيرية وأنشأ سد بارق، ووصل عدد المدارس في عام 2010 ما يزيد عن 100 مدرسة، 52 منها للبنين، و49 للبنات، وتم في مطلع العام 2012 إقرار بارق كمحافظة بأمرٍ ملكي، ويتم الآن بناء كليات الملك خالد بتهامة عسير وهي في بارق جنوب البلد بحوالي 20 كيلومتراً، وهو مشروع ضخم جداً.

### الملاحظات
1. ↑  بقرة: قرية تقع في الجنوب الشرقي من بارق. - الملصة: قرية تقع غرب بارق بـحوالي 20 كيلو. - يسران: وهي على الأغلب يقصد بها الهمداني قرية سران غرب بارق. - ذات أعشار: وادي أعشار يقع في الشمال الغربي من بارق. - تربان: تصحيف لثربان. - قنوتي: أي وادي قنونا.
2. ↑  سراة الحجر: وهي اليوم تنومة والنماص ويقصد بالحجر جد القبائل هناك.- نجدها خثعم: نجدها أي شرقهم جهة نجد وهي ديار قبيلة خثعم وهي اليوم بيشة. - غورهم بارق: أي غربهم، والغور هو المنخفض.
3. ↑  ما زالوا في حلفهم ببجيلة، وتدعوهم بجيلة بالبارِقَّيةُ: وما زالوا يُلَقَّبون بالبارقية لكنَّهم يجهلون نسبهم: وهم في أعالي الليث. منهم أربعة قبائل: وهم الشَّيَّعة، وبَنُو سهم، وبَنُو مالك، والمروان.